# Shibam

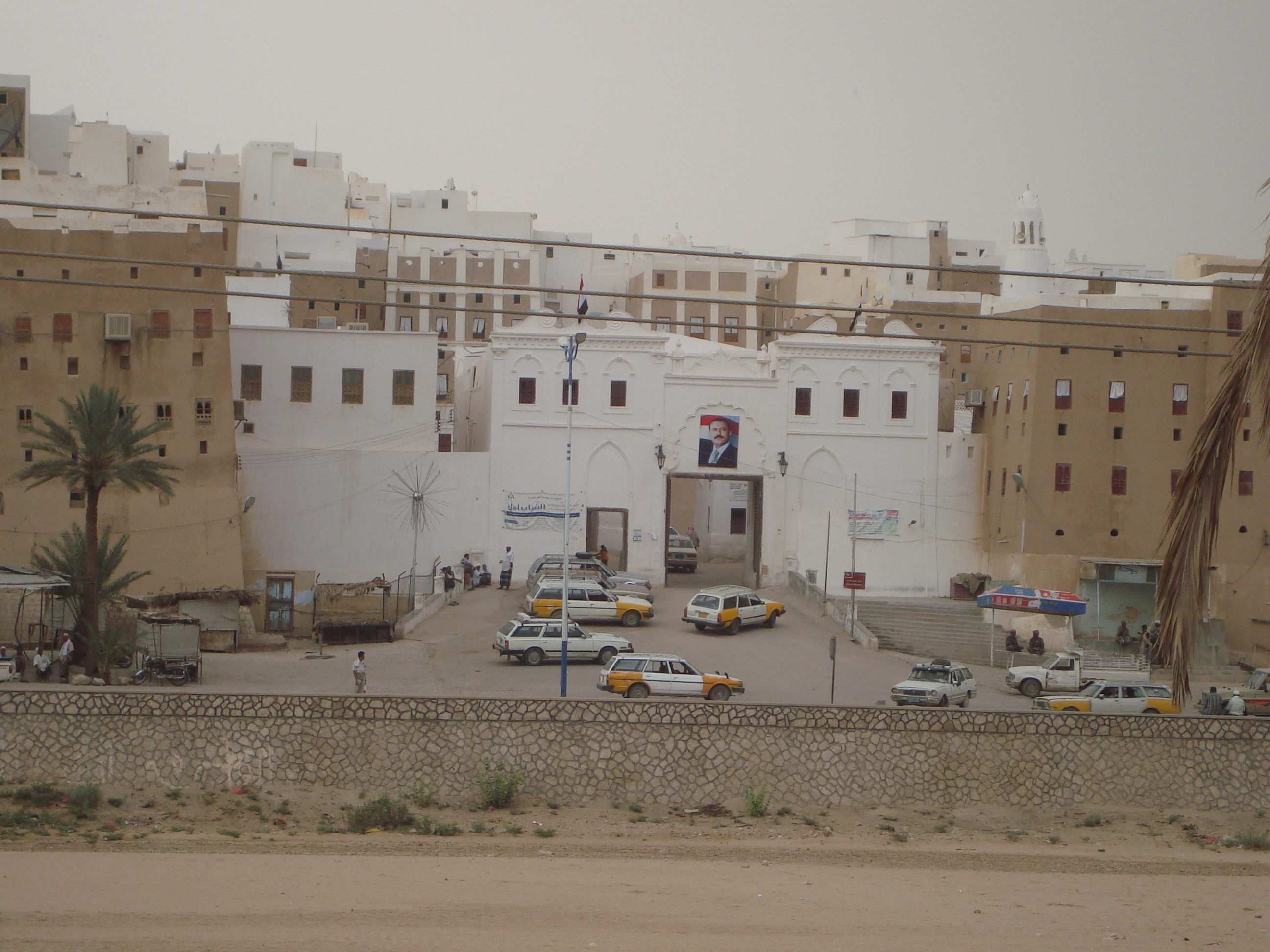
Shibam

Shibam este un oraș din Yemen.

## Patrimoniu mondial UNESCO
Orașul vechi din Shibam și zidurile sale de apărare au fost incluse în anul 1982 pe lista patrimoniului cultural mondial UNESCO.